# 食人宴2：極度飢餓
《食人宴2：極度飢餓》（英語：Feast II: Sloppy Seconds）是一部2008年美國恐怖喜劇電影，也是2005年電影《人獸戰》的續集。這部電影由約翰·古拉傑執導，馬庫斯·丹史坦和帕特里克·梅爾頓編劇。
2009年推出了续集《食人宴3：歡樂大結局》。

## 剧情
飆車女王是哈雷媽媽的雙胞胎姊妹，她發現了她姊妹在上一部電影中被切斷的手臂。在發現倖存的酒保後，她折磨他要他告訴她是誰殺了哈雷媽媽。他透露凶手是波索，把他居住的小镇指给她看。她擊暈了酒保並帶他去了鎮上。
在第一部電影的事件之前，該鎮已被怪物佔領。一對名叫雷公與閃電的墨西哥侏儒摔角手遭到怪物襲擊，雷公的女朋友被殺。在大牢裡，一名流浪漢因販賣冰毒而被關在牢房裡，並詢問他的校車（臨時冰毒實驗室）在哪裡。警長嘲笑了他，随后被杀害。一位名叫算便宜的汽車推銷員發現了妻子與一名員工不忠的證據，侥幸逃脫了怪物的追杀。
飆車女王和她的四個朋友與酒保一起抵達尸横遍野的荒廢小鎮，尋找波索，並與算便宜、他的妻子秘密以及與她有染的男人葛瑞格相遇。一行人遭到怪物襲擊，其中一名飆車女孩被殺死。其他人和酒保前往波索的公寓，在那裡他們遇到了蜜糖派，她是第一部電影中抛下酒吧众人独自逃亡的女孩。酒保残忍殴打了蜜糖派，並將她從窗户推到下面的街上。蜜糖派没有摔死，自己躲了起來。
算便宜、葛瑞格和秘密接到摔角手的電話，但他們还没找到摔角手，就遭到了飆車黨的伏擊。兩組人都到達了侏儒兄弟倆和他们奶奶藏身的車庫。隨後，众人打算前往大牢，但流浪漢已將自己關在大牢裡。
摔角手正在製作大牢的萬能鑰匙，同时葛瑞格解剖了其中一個怪物，怪物嘔吐导致摔角手的奶奶嚴重受傷。他們在這種生物的腸道中發現了一隻眼睛，其作用就像一個警報系統，突然發出可怕的嚎叫，引来更多的怪物湧入車庫。兄弟倆帶著鑰匙回來了，但众人必須前往屋頂躲避怪物。已到达屋頂上的倖存者这时聽到嬰兒的哭聲，嬰兒被困在襲擊前算便宜賣掉的一輛旅行車裡。第二天早上，葛瑞格試圖拯救嬰兒，但他遇到怪物，自知無法逃脫，便將嬰兒抛向空中，打算讓怪物吃掉自己以分散怪物的注意力，不料婴儿摔在街上被怪物吃掉了。
與此同時，被困在商店裡過夜的蜜糖派遭到了一個怪物的伏擊。她設法把它打倒，並用它的爪子在商店門的防彈玻璃上開了一個洞。正當她出去時，怪物恢復了知覺並開始在街上追趕她。
被困在屋頂上的众人將一名飆車女孩獻祭給怪物，並用飆車女王的摩托車和飆車女孩们的衣服製作了一個投石機。他們利用摔角手受重傷的奶奶進行測試，結果導致她撞到牆上而死。雷公登上投石機，但被拋到街上，很快就遭到怪物的攻擊開膛破肚。摩托车的排氣管爆开飛進葛瑞格的頭部，导致他受了重傷。與此同時，閃電在垃圾桶的保護下穿過街道。雷公失去了雙腿，爬走了，閃電撿起了他掉落的鑰匙。閃電到達大牢，但當他打開門時，流浪漢扔出了一根炸藥。閃電躲進垃圾桶以保護自己免受爆炸的傷害，但是被炸到街對面去。
成功到達城鎮邊界的蜜糖派被垃圾桶炸出的碎片擊中，摔倒在地，似乎已經死亡。其他人開始准备面对衝上屋頂的怪物。突然，蜜糖派站起來，抓起槍，痛苦地尖叫起來。